# Среднеенисейская ГЭС
Среднеенисейская ГЭС — проект ГЭС на Енисее, около устья Ангары. Проектная мощность достигала 7440 МВт, то есть в случае реализации проекта она стала бы крупнейшей ГЭС СССР, а позднее — России.

## История проекта
Проект неоднократно менялся. Первоначально планировалось разместить ГЭС ниже устья Ангары, у города Лесосибирска. Основную плотину высотой 67 м и длиной 4200 м планировалось намыть и насыпать из песка, бетонная водосбросная плотина рассчитана на пропуск 31400 кубометров воды в секунду. Плотина должна была создать крупное водохранилище полным объёмом 74 км³ и полезным 18 км³, площадью 2720 км², подпор должен был распространяться по Енисею до Красноярской ГЭС, а по Ангаре — до Богучанской ГЭС, то есть Среднеенисейская ГЭС, являясь ступенью Енисейского каскада, одновременно завершала и Ангарский каскад. В зону затопления попадало 59 тыс. га сельхозугодий, в том числе 22 тыс. га пашни, 88 населенных пунктов с населением 47 тысяч человек, около 19 млн.м³ товарного леса. Водохранилище затопило бы Казачинские пороги на Енисее, что существенно облегчило бы судоходство. Кроме того, по плотине предполагалось проложить дорогу.
Впоследствии в устье Ангары было открыто крупное Горевское свинцово-цинковое месторождение рядом с современным Новоангарском, которое по первоначальному проекту ушло бы под воду. Это потребовало переделки проекта. По одному из вариантов планировалось построить ГЭС выше устья Ангары, а Ангару перекрыть глухой плотиной и пустить воду в Енисей по новому руслу — каналу длиной 25 км и шириной 300 метров. По этому варианту мощность ГЭС достигала 7440 МВт, а годовая выработка — 35 млрд квт*ч. По другому варианту предполагалось построить ГЭС ниже устья Ангары, но защитить Горевское месторождение от затопления дамбами и мощным дренажем.
Технико-экономическое обоснование Среднеенисейской ГЭС было утверждено в 1983 году, в 1985 году началась разработка рабочего проекта и подготовительные работы на площадке строительства. Станцию должен был строить освободившийся после завершения сооружения Саяно-Шушенской ГЭС «Красноярскгэсстрой», но распад СССР не позволил начаться строительству.
Горевское месторождение на 2021 год продолжает активно разрабатывается Горевским ГОКом.